# Rasmus Langeland
 Der er flere personer med dette navn, se Rasmus Langeland (flertydig).
Rasmus Langeland (født 6. januar eller oktober 1712 i Korsør, død 17. august 1780) var en dansk handelsmand.
Rasmus Langeland var søn af Christen Langeland, der drev en lille handel i Korsør, hvor Rasmus Langeland blev født den 6. januar og døbtes 7. oktober 1712. Han hørte til byens driftigste handlende. 1759 fik han privilegium på at indføre vine, hvad han dog ikke straks kunde benytte sig af, da et ham tilhørende skib på vejen til Frankrig blev opbragt af englænderne. Det må dreje sig om ladningen på skibet Emanuel, som han havde part i. Det sejlede på England, Frankrig og Middelhavet for at udnytte krigskonjunkturerne, og det blev opbragt i 1758.

## Mislykket handelseventyr
1768 oprettede han et grønlandsk kompagni i Korsør til hvalfiske- , sæl- og robbefangst med tilhørende trankogeri. Baggrunden har formodentlig været, at borgere fra Korsør havde været interessenter i et tilsvarende kompagni i Flensborg, og det Grønlandskompagni, der fandtes i Nyborg, havde også deltagelse fra personer i Korsør. 1768 søgte og fik Rasmus Langeland en række begunstigelser for kompagniet, bl.a. afgiftsfritagelse for materiale til det skib, kompagniet havde planlagt at bygge på Langelands eget værft. Der blev udstedt aktier à 100 rigsdaler i kompagniet, og heraf havde han selv de seks, mens kongen tegnede sig for ti.
Grønlandsskibet, en hukkertgalease, der fik navnet Christian den Syvende, tog på sit første togt i 1770. Dele af besætningen samt skibets kaptajn var hentet fra Rømø. Skibet nåede i alt seks togter, der gik til Spitsbergen, hvor der næsten alene blev fanget sæler. Sidst på sommeren vendte skibet så tilbage med spæk og skind. Der var indrettet trankogeri på gården Flaskenlund syd for byen. Men selv ikke efter de bedste sæsoner kunne der udbetales udbytte til aktionærerne, og togtet i sommeren 1775 blev nærmest en katastrofe. Rasmus Langeland måtte søge kongen om hjælp, og som resultat heraf blev skibet solgt til den nyoprettede Kongelige Grønlandske Handel i 1776. Kompagniet blev ophævet med stort tab, og Rasmus Langeland gik konkurs. 

## Ejer af Korsør Fæstning
Ud over sine handelsaktiviteter var Langeland også medejer af færgeløbet, og i 1764 købte han Korsør Fæstning af staten. Han havde den indtil 1775, og her anlagde han et skibsværft, bemandet med skibstømrere fra Tåsinge og Thurø. På værftet blev der bygget seks skibe, bl.a. det nævnte grønlandsskib Christian den Syvende samt hans egen færgejagt Carolina Mathilda. 
Rasmus Langeland var en mand, der ikke satte sit lys under en skæppe. Ved kongelige besøg i 1752 og 1764 arrangerede han en ridende æresvagt, som han selv deltog i, og ved dronning Caroline Mathildes gennemrejse i 1766 lod han et hyldestdigt udgive, som i dag findes i Det Kongelige Bibliotek. Fæstningen blev også anvendt til selvpromovering. Da Christian 7. overnattede i Korsør 1767, blev der saluteret behørigt fra Fæstningen med 27 skud, og søsætningen af skibet Carolina Mathilda blev ledsaget af skud fra Fæstningen.

## Rasmus Langelands Gård
Mens hans handelsvirksomhed bidrog til byens opsving, og han ved forskellige byggeforetagender tog del i dens udvidelse, har han dog måske mest gavnet sin fødeby ved at bøde på dens slette ry som modtagelsessted for rejsende på landets hovedrute. Efter 1759 at have fået bevilling til at holde gæstgiveri og værtshus i en tilkøbt gård byggede han 1761 en stor rokokogård, kaldet Rasmus Langelands Gård eller Kongegården, bekvem til modtagelse af fornemme rejsende, på hvilken bevillingen overførtes 1766. 
Arkitekten Aage Langeland-Mathiesen, der restaurerede Kongegården 1901-02, var en efterkommer af Rasmus Langeland.
Rasmus Langeland gik som nævnt konkurs 1776, og da han døde 17. august 1780, befandtes hans vidtløftige bo derfor fallit. Hans hustru Anne Marie var da allerede død; hun blevet begravet 21. juni 1778.
Han er foreviget i et digt af Johan Herman Wessel som en af Korsørs særegne personer, førend Jens Baggesen fødtes sammesteds.